# Herman Deutmann
Hermanus Franciscus Johannes Maria Deutmann (Zwolle, 8 juni 1870 – Den Haag, 25 december 1926) was een Nederlandse hoffotograaf.

## Leven en werk
Deutmann was een zoon van fotograaf Franz Wilhelm Heinrich (Frans) Deutmann (1840-1906) en Theresia Jacoba Francisca Kors. Hij was een jongere broer van de schilder Franz Deutmann. 
Deutmann werkte aanvankelijk bij zijn vader in Zwolle. Hij trouwde in 1895 met Aleida Mathilda Boerboom (1864-1929). Het paar vestigde zich in Den Haag, waar hij een atelier opende aan de Zeestraat 55. Vijftig jaar eerder was zijn grootvader Franz Wilhelm Deutmann een van de eerste fotografen in Den Haag. Deutmann legde zich toe op portretfotografie, hij stond bekend om de kunstzinnige portretten die hij maakte van onder meer staatslieden en leden van het Koninklijk Huis. Hij maakte ook foto's van de inhuldiging van koningin Wilhelmina (1898), het huwelijk van de vorstin met Hendrik van Mecklenburg-Schwerin (1901) en de opening van het Vredespaleis (1913). Franz Ziegler werkte enige tijd als assistent bij hem in het atelier.
Deutmann was medeoprichter van de  Nederlandsche Fotografen Kunstkring, waarvan hij tien jaar secretaris was. Hij overleed op 56-jarige leeftijd, hij werd begraven op Oud Eik en Duinen. Zijn atelier werd overgenomen door Ziegler.

## Enkele foto's gemaakt door Deutmann

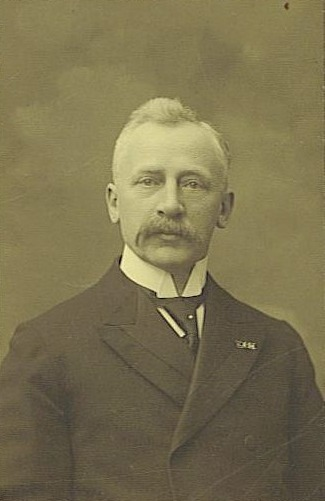
Rienk van Veen
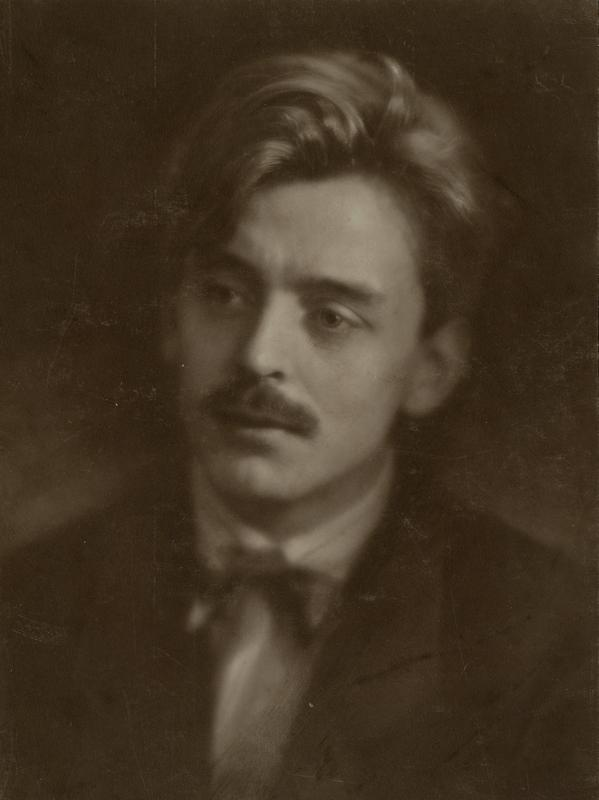
Franz Ziegler
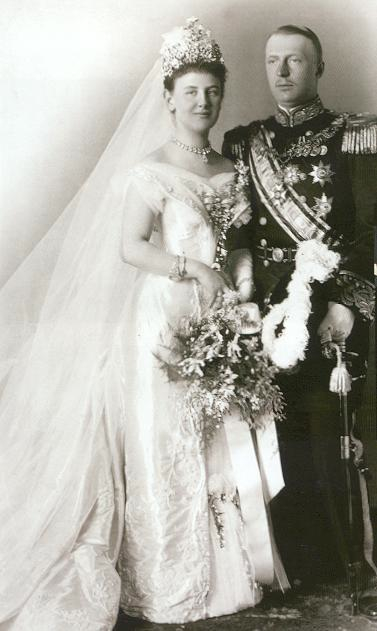
Detail huwelijksfoto Wilhelmina en Hendrik
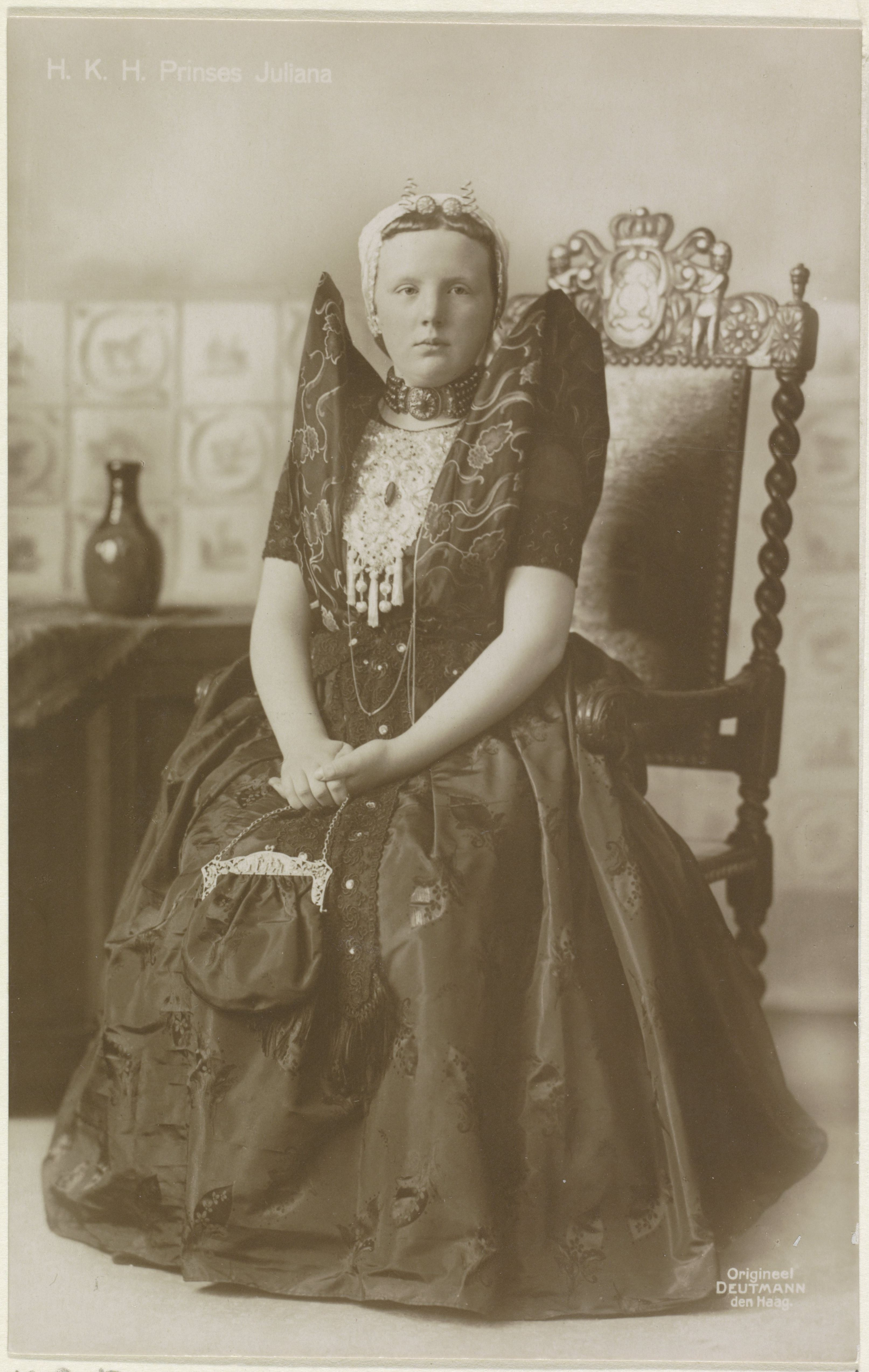
Prinses Juliana (1922)